# Лінія C (Празький метрополітен)

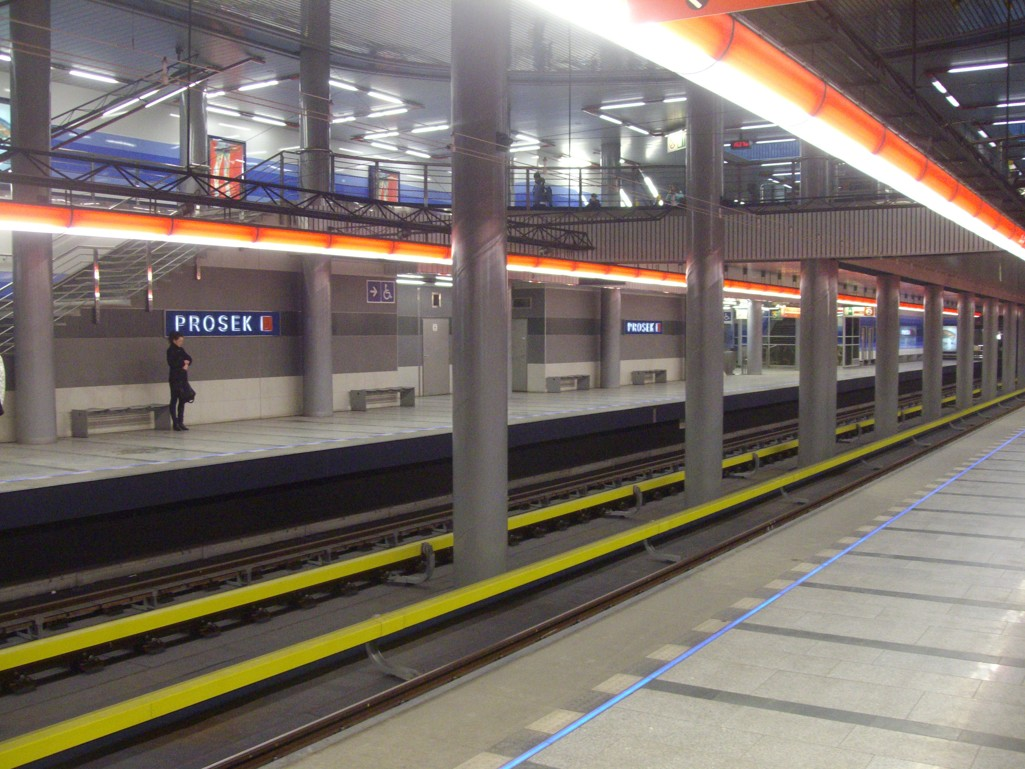
Станція Просек/Prosek, січень 2011

Лінія C (чеськ. Linka C) Празького метрополітену — перша за хронологічним порядком. Відкрилася 9 травня 1974 року, перша ділянка містила 9 станцій. Зараз на лінії розташовано 20 станцій, загальна довжина 22,41 км. Традиційно позначається червоним кольором. В години пік транспортує близько 26 900 пасажирів за годину. Напрямок лінії — з півночі на південь, при цьому повертає на схід з обох кінців.

## Історія
Першою ділянкою, яку було введено в дію (9 травня 1974), була лінія з 9 станціями від Соколовска/Sokolovská (зараз Флоренц/Florenc) до Качеров/Kačerov, з депо в Качерові. 
У 1980 році лінія пішла далі на південний схід до станції Kosmonautů (зараз Гає/Háje). Ці чотири новозведені станції лінії розвантажили один з найзаселеніших житлових масивів всієї Чехії — Jižní Město («Південне місто»). 
Наступні станції, Влтавська/Vltavská та Надражі Голешовіце/Nádraží Holešovice, відкрилися 1984 року. 
Розширення лінії C в бік півночі почалося 26 червня 2004 року з відкриттям двох станцій, Кобиліси/Kobylisy та Ладві/Ládví. Частково тунелі пролягали під Влтавою — для цього була використана особлива технологія. Спочатку в руслі річки було пророблено котлован, а самі тунелі конструювалися в доку на березі річки. Згодом доки були опущені під воду, а готові тунелі було поставлено в потрібну позицію.
8 травня 2008 року на лінії C в північному напрямку відкрилися три станції: Стршижков/Střížkov, Просек/Prosek та Летняни/Letňany.